# Opel Commodore
Opel Commodore var en personbilsmodel med sekscylindret rækkemotor fra bilfabrikanten Opel, som blev bygget i tre modelgenerationer mellem starten af 1967 og sommeren 1982.

## Commodore A (1967−1971)
Den i starten af 1967 introducerede Commodore A var en søstermodel til Opel Rekord C (med firecylindrede motorer) og fandtes som to- og firedørs sedan samt som coupé og cabriolet med seks forskellige motorer:
- 2,2 − 95 hk
- 2,5S − 115 hk (fra 1969 120 hk)
- 2,5H − 130 hk (GS)

Fra 1970 også:
- 2,5E − 150 hk (GS/E)

Fra 1971:
- 2,8H − 145 hk (GS/2.8)

Den mindste motor med 95 hk havde et slagvolume på 2,2 liter og blev kun bygget i ringe styktal. Modellen var identisk med den førhen solgte "Rekord 6", som kunne fås i en miniserie et år før introduktionen af Commodore.
I første omgang fandtes Commodore som 2,5 S med 115 hk (fra august 1969 120 hk) og den stærkere Commodore GS med 2,5 H-motor (130 hk). Topmodellen GS/E fra 1970 havde en 2,5 E-motor med elektronisk benzinindsprøjtning (Bosch D-Jetronic) og 150 hk. I lavt styktal solgtes i 1971 også modellen GS 2,8 med 2,8-litersmotor med 145 hk.
Et kendetegn for denne modelserie var de i 1965 med Opel Rekord B introducerede CIH-motorer, hvor en kædedrevet, hvor den ved siden af ventilerne overliggende knastaksel betjente de hængende ventiler. Denne motorgeneration blev benyttet i næsten alle Opel-modeller frem til midten af 1990'erne, i Omega A (2,4i/2,6i/3,0i), Senator B (3,0i/3,0i 24V) og til sidst i Frontera.
Af Commodore A blev der mellem februar 1967 og juli 1971 bygget totalt 156.330 eksemplarer.
- Bagfra
- Opel Commodore Coupé (1967–1971)
- Bagfra
- Interiør
- Opel Commodore GS/E
- Opel Commodore som ombygget cabriolet
- Opel Commodore GS3000 Steinmetz

| Model  | Slagvolume cm³ | Max. effekt kW (hk) / omdr. | Max. drejningsmoment Nm / omdr. | 0-100 km/t sek. | Topfart km/t |
| ------ | -------------- | --------------------------- | ------------------------------- | --------------- | ------------ |
| 2200   | 2239           | 70 (95) / 4800              | 157 / 3200                      | 16,0−17,0       | 162−167      |
| 2500 S | 2490           | 85−88 (115−120) / 5200−5500 | 173 / 3800−4200                 | 12,0−15,0       | 165−175      |
| 2500 H | 2490           | 96 (130) / 5300             | 186 / 4250                      | 10,0−12,0       | 175−180      |
| 2500 E | 2490           | 110 (150) / 5800            | 196 / 4500                      | 9,5−11,0        | 184−192      |
| 2800 H | 2784           | 107 (145) / 5200            | 222 / 3700                      | 11,0−12,0       | 185−190      |

## Commodore B (1972−1977)
I foråret 1972 introduceredes Commodore B på basis af Opel Rekord D. Disse modeller var de første fra GM-koncernen, hvor passagerkabinen ved hjælp af computerberegninger blev optimeret i forhold til kollisionssikkerhed.
Motorvarianter i Commodore B:
- Commodore 2,5 (sekscylindret rækkemotor, én registerkarburator, 85 kW/115 hk, 1972−1977)
- Commodore GS 2,5 (sekscylindret rækkemotor, to registerkarburatorer, 96 kW/130 hk, 1972−1973)
- Commodore 2,8 (sekscylindret rækkemotor, én registerkarburator, 96 kW/130 hk (fra 1975 95 kW/129 hk), 1973−1977)
- Commodore GS 2,8 (sekscylindret rækkemotor, to registerkarburatorer, 104 kW/141 hk (fra 1975 103 kW/140 hk), 1973−1977)
- Commodore GS/E 2,8 (sekscylindret rækkemotor, elektronisk indsprøjtning Bosch D-Jetronic, 118 kW/160 hk (fra 1975 114 kW/155 hk), 1972−1977)

2,8 GS/E var topmodellen med en topfart på 200 km/t. Som indsprøjtningsanlæg benyttedes det elektroniske D-Jetronic fra Bosch. Kun GS/E havde servostyring som standardudstyr.
Følgende ekstraudstyr var tilgængeligt:
- Tretrins automatgear (standardudstyr: Manuel gearkasse 4 gear + bakgear)
- Servostyring (standard på GS/E)
- Alufælge med dæk 195/70R14
- Skydeantenne (standard på GS/E)
- Tågeforlygter
- Forlygtevaskere
- Metallak
- Vinyltag
- Indvendigt justerbart sidespejl i førerside
- Sidespejl i passagerside (ikke indvendigt justerbart)
- Veloursæder

Commodore B fandtes som firedørs sedan og coupé. Derudover fandtes der prototyper med 2,8-indsprøjtningsmotor som femdørs stationcars (f.eks. til det tyske skiforbund), samt en tredørs varebil med GS/E-motoren. På trods af Commodore-teknik var det officielt Rekord-modeller.
Mellem marts 1972 og juli 1977 blev der bygget 140.827 eksemplarer af Commodore B, heraf 42.279 coupéer.
- Opel Commodore GS
- Opel Commodore GS/E Coupé
- Opel Commodore GS/E ombygget cabriolet

| Model        | Slagvolume cm³ | Max. effekt kW (hk) / omdr.   | Max. drejningsmoment Nm / omdr. | 0-100 km/t sek. | Topfart km/t |
| ------------ | -------------- | ----------------------------- | ------------------------------- | --------------- | ------------ |
| 2500 S       | 2490           | 85 (115) / 5200               | 174 / 3800                      | 13,0−14,5       | 170−175      |
| GS 2500 H    | 2490           | 96 (130) / 5300               | 176 / 4250                      | 12,0−13,5       | 180−184      |
| 2800 SC      | 2784           | 95−96 (129−130) / 5000        | 204−206 / 3800                  | 12,0−13,5       | 175−180      |
| GS 2800 HC   | 2784           | 103−104 (140−141) / 5200      | 214−218 / 3600                  | 10,5−11,5       | 185−190      |
| GS/E 2800 EC | 2784           | 114−118 (155−160) / 5400−5600 | 217−228 / 4200                  | 9,5−11,0        | 190−200      |

## Commodore C (1978−1982)
Selv om den allerede var blevet præsenteret på Frankfurt Motor Show 1977, introduceredes Commodore C først i sensommeren 1978 som to- og firedørs sedan. Modellen havde det lange frontparti fra Opel Senator og forgængerens 2,5-liters sekscylindrede motor. Fra efteråret 1980 solgtes en gearkasse med overgear, hvor femte gear kunne indkobles elektrisk med en kontaktarm ved rattet. Som ekstraudstyr kunne modellen også fås med tretrins automatgear.
Fra starten af 1981 kunne motoren også fås med L-Jetronic-indsprøjtning og 130 hk. Denne motor blev også benyttet i Senator, for at afrunde modelserien nedad (2,5 E afløste 2,8 S i Senator og Monza). Commodore C var udstyret med en simpel stiv aksel, og fra A-søjlen karrosseriet fra Opel Rekord E1, men havde dog i stedet indvendigt ventileret skivebremsesystem fra Senator/Monza (kun på forakslen) i kombination med tromlebremserne fra Commodore B 2,5 S.
Commodore kunne fås med flere forskellige former for ekstraudstyr som f.eks. fartpilot, sædevarme, el-ruder, el-spejle, klimaanlæg samt som noget specielt klimaanlæg i kombination med stålskydetag.
Den kun lidt solgte todørs udgave blev taget af programmet i juni 1981. Derfor solgtes fra april 1981 en luksuriøs stationcarudgave kaldet Voyage. På halvandet år blev der kun bygget 3.439 eksemplarer af Voyage. Commodore Voyage hører dermed til en af de sjældnest byggede, serieproducerede personbiler.
I august 1982 blev Commodore taget helt af programmet. Grundet til det var, at markedssegmentet mellem Senator og Rekord var så smalt, at Commodore udgik uden efterfølger. Dermed havde Opel konkurrence i eget hus mellem Rekord 2,0 E og Commodore 2,5 S samt Commodore 2,5 E og Senator 2,5 E. Dog solgtes frem til 1990 i Sydafrika en "Commodore C2", med frontparti fra Senator A2 og bagende fra Rekord E2.
Samtlige modelvarianter solgtes over hele verden under flere forskellige varemærker og modelbetegnelser, som f.eks. Vauxhall Viceroy i Storbritannien eller Holden Commodore i Australien. Hvor Holden-modellerne blev bygget i Australien, blev alle Vauxhall-modeller bygget i Rüsselsheim.
Der blev mellem september 1978 og august 1982 bygget 80.521 eksemplarer af Commodore C, heraf 3.439 eksemplarer af stationcaren Voyage.
| Model | Slagvolume cm³ | Max. effekt kW (hk) / omdr. | Max. drejningsmoment Nm / omdr. | 0-100 km/t sek. | Topfart km/t |
| ----- | -------------- | --------------------------- | ------------------------------- | --------------- | ------------ |
| 2,5 S | 2490           | 85 (115) / 5200             | 175 / 4000                      | 11,5−14,0       | 170−180      |
| 2,5 E | 2490           | 96 (130) / 5600             | 184 / 4600                      | 11,0−13,0       | 180−190      |